# کم‌فیزکم
کم فیز کم (به انگلیسی: ChemPhysChem)، نام یکی از نشریه‌های تخصصیِ علم شیمی‌فیزیک است که از سال ۲۰۰۰ به‌دست انتشاراتِ وایلی وی سی اچ و به زبان انگلیسی چاپ می‌رسد.
این نشریه که از نوع داوری همتا است، در سال ۲۰۱۰ میلادی، ایمپکت فاکتور: ۳/۳۴ را دارا بوده‌است.